# Воздушная цель
Воздушная цель — военный термин, обозначающий любой объект, находящийся в воздухе, и способный стать целью для поражения средствами противовоздушной обороны (ПВО). 
Под объектом понимается любое тело, находящееся в воздухе. Это может быть летательный аппарат, воздушное судно, космический летательный аппарат (на взлёте, при посадке или падении), ракета, птица.

## История
В 10-х годах XX столетия, в военном деле России, особенный интерес получили воздушные цели, применявшиеся давно. Наибольшим распространением пользовались воздушные шары и змеи.

## Классификация
По высоте полёта:
- Предельно маловысотные цели — объекты, находящиеся на высоте до 200 метров включительно[2].
- Маловысотные цели — объекты, находящиеся на высоте от 200 до 1000 метров включительно.
- Цели на средней высоте — объекты, находящиеся на высоте свыше 1000 метров до 4000 метров включительно.
- Высотные цели — объекты, находящиеся на высоте свыше 4000 метров до 12000 метров включительно.
- Стратосферные цели — объекты, находящиеся на высоте свыше 12000 метров до 30000 метров.

По способу полёта:
- Аэростатические
- Аэродинамические
- Баллистические
- Космические
- Смешанные

По способу пилотирования:
- Пилотируемые
- Дистанционно-пилотируемые
- Беспилотные
- Смешанные